# Remigia subaenescens
Remigia subaenescens är en fjärilsart som beskrevs av Walker 1873. Remigia subaenescens ingår i släktet Remigia och familjen nattflyn. Inga underarter finns listade.